# Eight Line Poem
Eight Line Poem est une chanson écrite par l'auteur-compositeur-interprète anglais David Bowie et parue le 17 décembre 1971 dans son album Hunky Dory. Comme son titre peu éclairant l'indique, ses paroles forment un huitain. Pièce mineure de l'album, le morceau dégage pourtant un charme mystérieux.   

## Musique
Enregistrée dans la première quinzaine de juillet 1971 aux studios Trident à Londres, cette ballade est un morceau court, d'à peine quarante mesures : quinze d'introduction à la guitare, seize pour la partie chantée, et neuf de finale.  
Elle est conçue comme une continuité musicale de Oh! You Pretty Things, même s'ils n'ont pas été enregistrés ensemble. Il n'y a pas d'élan rythmique. Le piano de Bowie, au son vacillant, dialogue avec la guitare Les Paul de Mick Ronson, légèrement country, branchée directement sur l'ampli. Quand il ne chante pas, Bowie abandonne à Ronson la ligne mélodique au charme désuet, jugée fade par certains.  
Bowie arbore un style vocal différent pour chaque vers, se glissant successivement dans la peau d'un crooner, d'un cowboy, etc.

## Paroles
Le titre, peu éclairant sur la signification de la chanson, indique qu'ici le texte va primer sur la composition musicale : le poème est en effet truffé de métaphores surréalistes complexes et d'assonances (tactful cactus, etc.).   
Les quatre premières lignes sont tournées vers l'intérieur d'un appartement, où se déroule une scène banale : un personnage, Clara — peut-être un animal, vraisemblablement féminin — semble prostré. Un cactus observe la scène de la fenêtre. Les quatre autres vers s'évadent à l'extérieur, le cactus semblant assurer la jonction entre les deux parties. Le narrateur (le cactus ? Bowie ?) soulève une question sur l'avenir des cactus, puis conclut par une certitude : c'est dans le soleil qu'est la clef pour comprendre la ville.  
Les lectures possibles sont nombreuses ; on a pu l’interpréter comme une rupture amoureuse, symbolisée par ce cactus qui se détourne vers le large, laissant Clara à son chagrin. L'arbre dont les branches montent au ciel, qui clôt le poème peut être celui que Bowie et Hermione Farthingale voyaient de leur chambre sur Clareville Grove : Hermione évoque en effet en 2020 « [leur] chambre que les rayons de soleil ne pénétraient qu'après avoir été filtrés par les branches d'un pommier ».
Une note manuscrite de Bowie datée de septembre 1971 à New-York commente : 
« The city is a kind of high-life wart at the backside of the prairie »
« La ville est une sorte de verrue vivante à l'arrière de la prairie »

## Accueil
William Burroughs, dans un entretien avec l'auteur, voit dans le poème une réminiscence de The Waste Land de T. S. Eliot — que Bowie pourtant dit ne pas avoir lu. 
Son biographe Nicholas Pegg estime qu'Eight Line Poem est la chanson de l'album la plus négligée.

## Autres versions
Le morceau a peu été chanté en public, cependant :
- on trouve une version différente de Eight Line Poem sur le single qui précède la sortie de Hunky Dory[11]
- le 21 septembre 1971, la BBC enregistre Bowie et Ronson interprétant la chanson dans l'émission Sound of the 70s de Bob Harris. Radiodiffusée le 4 octobre, elle reparaitra en 2000 sur l'album Bowie at the Beeb[8].

## Crédits
- David Bowie - chant, piano
- Mick Ronson - guitare